# (3159) Prokofʹev
(3159) Prokofʹev – planetoida z pasa głównego asteroid okrążająca Słońce w ciągu 4 lat i 45 dni w średniej odległości 2,57 au. Została odkryta 26 października 1976 roku w Krymskim Obserwatorium Astrofizycznym w Naucznym na Krymie przez Tamarę Smirnową. Nazwa planetoidy pochodzi od Władimira Konstantynowicza Prokofjewa, rosyjskiego eksperta w dziedzinie spektroskopii atomowej oraz analizy emisji widmowych. Przed nadaniem nazwy planetoida nosiła oznaczenie tymczasowe (3159) 1976 US2.